# Магическое цирковое шоу
Магическое цирковое шоу (англ. Magic Circus Show) — конкурс циркового искусства среди детей в возрасте от 9 до 14 лет, который организует Европейский вещательный союз (ЕВС) и национальная телерадиокомпания страны-организатора ежегодно, начиная с 2010 года. Право участвовать в конкурсе имеют страны, которые являются полноправными членами ЕВС. Право на трансляцию конкурса имеют страны-участницы конкурса в текущем году и страны, которым Европейский вещательный союз даст право на трансляцию. Первый конкурс «Магического циркового шоу» состоялся 26 ноября 2010 года в Женеве (Швейцария), и в нём принимали участие 6 стран.
Идея сделать магическое цирковое шоу, где цирковые номера исполняют дети, принадлежит национальной телерадиокомпании Швейцарии RTS и Дамьену Отте, который является исполнительным продюсером 7 Street Productions и директором детских программ RTS. Они представили идею проведения конкурса на конгрессе Eurovision TV, и Европейский вещательный союз откликнулся на их предложение.

## История
Идею сделать волшебный цирковой спектакль, в котором все номера исполняют дети, в мае 2009 года на конгрессе Eurovision TV представили Радио и Телевидение Швейцарии (RTS) и Дамьен Отте, исполнительный продюсер 7 Street Productions и директор детских программ RTS. Европейский телевещательный союз, организатор конкурсов Евровидения, откликнулся на предложение с энтузиазмом, и уже весной 2010 года стартовал отбор участников для премьерного выпуска программы.
«Для нас это уникальный опыт, так как цирковая программа впервые разработана в рамках развлекательных передач Евровидения. Удивительно и невероятно видеть детей из разных стран Европы, объединённых одной общей страстью – к цирку… Это только начало, и мы надеемся, что передача станет большой европейской традицией!».Надя Буркхардт, руководитель проекта
Главными продюсерами выступили Телевидение Романдской Швейцарии и 7 Street Productions в «соавторстве» с четырьмя национальными вещательными организациями – французской France 3, португальской RTP, нидерландской Tros и бельгийским VRT Ketnet. Россия, Украина, Италия, Словения, международное франкоязычное телевидение TV5 Monde и канадское TV5 Canada купили права на трансляцию шоу.

### Первый конкурс
Первый конкурс «Магическое цирковое шоу» состоялся 26 ноября 2010 года в Рождественском Цирке, который расположен в швейцарском городе Женева. В нём принимали участие 6 стран: Швейцария (организатор), Франция, Нидерланды, Бельгия, Португалия и Россия. В первом конкурсе могли принять участие дети, которым на момент участия в конкурсе исполнилось от 6 до 15 лет. Каждая страна представляла как минимум три номера, а в единый спектакль выступления связывали скетчи знаменитого клоуна Elastic и музыка Magic Circus Orchestra.

### Конкурс талантов «Евровидение»
Также ожидалось, что первый «Конкурс талантов Евровидения» будет проведён в 2010 году российским Первым каналом, который в 2009 году занимался организацией песенного конкурса «Евровидение 2009». Шоу, основанное на проектах «Got Talent» или их русской версии «Минута славы» должно было стать новым дополнением в семейство телеформатов конкурсов Евровидения после Конкурса Песни Евровидения, Детского Евровидения и Танцевального Евровидения, предложенное Европейским Вещательным Союзом.
Планировалось, что первые стадии конкурса пройдут в интернете, голосование будет проводиться по размещённым онлайн-видео претендентов. Далее, в традициях Евровидения, в каждой участвующей стране пройдут свои национальные отборы, транслируемые национальными телекомпаниями. В международном финале конкурса голосование будет осуществлять панель экспертов — национальных звёзд из 10 стран, которая будет присуждать баллы всем участникам конкурса. Также, своё мнение выскажут телезрители путём телефонного и SMS-голосования. Также планировалось, что до конкурса будут допущены любые таланты, помимо певцов, танцоров, детей и животных.

## Формат и правила
Правила конкурса основаны на правилах Детского Евровидения, но в то же время имеют большое количество отличий. Как и во всех конкурсах семьи «Евровидение», страна, как участник, представляет телевизионного вещателя из этой страны. Конкурс проходит в одной из участвующих стран.
Конкурс проводится следующим образом:
- Начиная с января и до марта Европейский вещательный союз принимает заявки от стран на участие в проекте;
- Затем происходят национальные отборы в странах, которые подали заявки на участие;
- Отобранные участники приглашаются на запись шоу в страну и город, которые Европейский вещательный союз утвердил в качестве хозяев проекта;
- В конце ноября или в декабре происходит запись проекта;
- После записи проекта Европейский вещательный союз передаёт запись стране-участнице или стране, которая купила права на показ проекта, и затем телекомпании получивших права на показ от ЕВС показывают шоу в дату и время, которые Европейский вещательный союз назначил для показа шоу.

### Основные правила
- Страну-хозяйку конкурса Европейский вещательный союз избирает на заседании организационного совета конкурса. На заседаниях организационного совета конкурса, которые проводятся до назначенной даты финала конкурса, утверждаются главная арена, визуальный дизайн (логотип) и дизайн сцены конкурса;
- Принимать участие в конкурсе имеет право страна которая является полноправным (активным) членом Европейского вещательного союза;
- Приём заявок от стран на участие в конкурсе производится до даты, установленной Европейским Вещательным Союзом (ЕВС);
- После официальной подачи заявки на участие, страна-участник конкурса должна провести открытый или закрытый национальный отбор (закрытый — национальная телерадиокомпания страны-участницы сама назначает представителя на конкурс; открытый — представитель страны на конкурсе выбирается путём телеголосования). По результатам национального отбора страна может выставить на конкурс не более четырёх участников;
- Страна-участник конкурса должна провести национальный отбор до даты установленной Европейским Вещательным Союзом (ЕВС);
- Победитель конкурса не определяется, поскольку конкурс не транслируется в прямом эфире а записывается заранее. Это отличает конкурс «Магическое цирковое шоу» от других конкурсов семьи «Евровидение».

### Требования к участникам
- Принимать участие в конкурсе может представитель, которому на момент участия в конкурсе исполнилось от 9 до 14 лет;
- Участникам конкурса разрешается выполнение жонглерных, акробатических, воздушно-гимнастических и клоунских номеров.

## Страны-участницы

Карта Евровидения. Выделенные зелёным - страны участвовали в конкурсе хотя бы раз; жёлтые — которые могли участвовать, но были не заинтересованы в этом.

В конкурсе циркового искусства среди детей «Евровидение: Магическое цирковое шоу» могли участвовать страны, входящие в Европейский вещательный союз или Совет Европы.Также в конкурсе участвовало государство расположенное в Азии (географически): Армения, а также частично расположенное в Европе и Азии: Россия.
Всего в конкурсе в разное время принимали участие 10 стран: Армения, Бельгия, Болгария, Ирландия, Нидерланды, Португалия, Россия, Украина, Франция, Швейцария
В разные годы в дебюте на конкурсе были заинтересованы: Австрия, Беларусь, Великобритания, Грузия, Италия, Польша,Словения.
Ещё сорок пять стран-членов ЕВС могут участвовать в конкурсе песни Евровидение, но пока никогда этого не делали. В их число входят Австрия, Азербайджан, Албания, Алжир, Андорра, Беларусь, Босния и Герцеговина, Ватикан, Великобритания, Венгрия, Германия, Греция, Грузия, Дания, Египет, Израиль, Иордания, Исландия, Испания, Италия, Кипр, Латвия, Ливан, Ливия, Литва, Люксембург, Северная Македония, Мальта, Марокко, Молдова, Монако, Нидерланды, Норвегия, Польша, Румыния, Сан-Марино, Сербия, Словакия, Словения, Тунис, Турция, Финляндия, Хорватия, Черногория, Чехия, Швеция, Эстония

### Уходы и дебюты
| Год                                                    | Место проведения | Дата      | ВУ     | Дебюты                                                         | Уходы      |
| ------------------------------------------------------ | ---------------- | --------- | ------ | -------------------------------------------------------------- | ---------- |
| 2010                                                   | Швейцария        | 26 ноября | 14 / 6 | 6: Бельгия, Нидерланды, Португалия, Россия, Франция, Швейцария | —          |
| 2011                                                   | Швейцария        | 26 ноября | 20 / 7 | 1: Украина                                                     | —          |
| 2012                                                   | Швейцария        | 17 ноября | 18 / 9 | 3: Армения, Болгария, Ирландия                                 | 1: Украина |
| В 2013 году конкурс был отменён и больше не проводится |                  |           |        |                                                                |            |